# 僧錄司
僧錄司，中國、朝鮮古代朝廷的中央機構之一，為管理佛教僧侶的機構。
中國宋代始設，為鴻臚寺所屬，有左、右街僧錄司，掌寺院僧尼帳籍及僧官補授。後廢止鴻臚寺，遂將左右僧錄併入禮部。明代沿用。
朝鮮王朝初期亦設僧錄司，至永樂二十二年（1424年），朝鮮世宗始廢止僧錄司之職。